# Arhopala daganda
Arhopala daganda är en fjärilsart som beskrevs av Corbet 1941. Arhopala daganda ingår i släktet Arhopala och familjen juvelvingar. Inga underarter finns listade i Catalogue of Life.